# 蔡東威
蔡東威（1980年1月30日—），本名蔡尚甫，台灣男藝人，出生於台灣嘉義縣布袋鎮，曾是台灣大國翼星娛樂旗下舞蹈團體K ONE團長。曾經獲得兩次全國舞蹈大賽冠軍，並兩次受邀到日本表演。

## 音樂作品

### 團體專輯/合輯
| 發行年份 | 專輯名稱                              | 備註                     |
| 2003年   | 《We r K ONE》                        |                          |
| 2004年   | 《紫禁之巔》                          | 電視原聲帶               |
| 2005年   | 《愛的奇蹟》                          | 喬傑立巨星最紅偶像劇精選 |
| 2005年   | 《勇敢去愛》                          |                          |
| 2006年   | 《愛的奇蹟 2-跳舞吧!J-Star》          |                          |
| 2006年   | 《愛的故事 - 羅密歐與茱麗葉》         |                          |
| 2007年   | 《翼之星-2007》                       |                          |
| 2007年   | 《2007珍藏影音精選集 - 美好。紀念日》 |                          |
| 2007年   | 《王道（2007世界盃棒球賽珍藏版）》    |                          |
| 2009年   | 《有愛就有希望 慈善單曲》             |                          |

### 演唱會
| 年份       | 名稱                      | 備註 |
| 2004年8月  | 龍 亞洲巡迴演唱會         |      |
| 2004年12月 | 喬傑立家族—愛在星光演唱會 |      |
| 2005年4月  | 大甲鎮瀾宮演唱會          |      |
| 2005年     | 喬傑立家族—愛在新光演唱會 |      |

### 光碟
| 年份   | 名稱                      | 備註 |
| 2005年 | 喬傑立家族—愛在新光演唱會 |      |

## 電視劇
| 年份   | 播出       | 劇名                            | 角色          | 備註       |
| 2004年 | 三立都會台 | 《紫禁之巔》                    | 天蠍          | 第一男主角 |
| 2005年 | 三立都會台 | 《王子變青蛙》                  | 張明寒        |            |
| 2005年 | 三立都會台 | 《大熊醫師家》                  | 張明寒        |            |
| 2006年 | 三立都會台 | 《微笑PASTA》                   | 何瑞哲        | 第二男主角 |
| 2008年 | 民視       | 《娘家》                        | GINO          | 客串       |
| 2009年 | 三立都會台 | 《福氣又安康》                  | 李律師        | 客串       |
| 2009年 | 中視       | 《青梅竹馬》                    | 馬俊          | 第二男主角 |
| 2011年 | 中視       | 《男女生了沒》                  | 張明          |            |
| 2011年 | 台視       | 《獅子的女兒》                  | 李文治        | 第一男主角 |
| 2011年 | 安徽衛視   | 《王的女人》                    | 项庄          |            |
| 2012年 | 台視       | 《巔峰時代》                    | 張子文        | 第二男主角 |
| 2012年 | 民視       | 《廉政英雄-第七單元：血本無歸》 | 顧文泰        | 單元男主角 |
| 2012年 | 湖南衛視   | 《SOP女王》                     | 高子豪        |            |
| 2012年 | 台視       | 《東華春理髮廳》                | 唐亦清        |            |
| 2013年 | 三立都會台 | 《美味的想念》                  | 主持人        | 客串       |
| 2014年 | 民視       | 《廉政英雄》                    | 劉允文        |            |
| 2015年 | 民視       | 《嫁妝》                        | 劉允文        |            |
| 2016年 | 民視       | 《我的老師叫小賀》              | 熊世家        | 第一男主角 |
| 2017年 | 民視       | 《實習醫師鬥格》                | 宋大斌        | 客串       |
| 2018年 | 民視       | 《大時代》                      | 賀良才 江文杰 | 第二男主角 |
| 2018年 | 大愛電視台 | 《幸福 遲到了》                 | 曹德華        | 第二男主角 |
| 2019年 | 大愛電視台 | 《程哥懺悔路》                  | 醫生          | 客串       |
| 2020年 | 民視       | 《多情城市》                    | 李文章        |            |
| 2021年 | 民視       | 《黃金歲月》                    | 張崇輝        | 第一男主角 |
| 2022年 | 三立台灣台 | 《一家團圓》                    | 方自在 郭自在 |            |
| 2023年 | 三立台灣台 | 《天道》                        | 林子昇 杜子昇 | 第三男主角 |

## 電影
| 年份   | 片名        | 角色   | 性質   | 地區     | 備註     |
| 2013年 | 我叫侯美麗  | 周俊翔 |        | 台灣     | 電視電影 |
| 2014年 | 守夜Seventh | 黃忠義 | 男主角 | 马来西亚 |          |
| 2017年 | 以愛為名    | 伍思齊 | 男主角 | 台灣     |          |

### 音樂影片 (MV)
| 年份   | 歌手   | 名稱         | 備註 |
| 2006年 | 張棟樑 | 北極星的眼淚 | 出演 |

## 主持作品
綜藝節目
| 年份          | 頻道         | 節目名稱                   | 合作藝人                       | 備註  |
| 2004年        | 台視         | 《綜藝大喝采》             |                                |       |
| 2006年        | 三立都會台   | 《完全娛樂》代班主持       |                                |       |
| 2007年        | 華視         | 《快樂有go正》             |                                |       |
| 2007年        | 民視         | 《成名一瞬間之超級童盟會》 |                                |       |
| 2008年        | 湖北衛視     | 《音樂集結號》             |                                |       |
| 2009年        | 東森綜合台   | 《愛打電玩》               |                                |       |
| 2012年~2020年 | 民視         | 《舞力全開》               | 侯怡君                         | [ 2 ] |
| 2012年        | 亞洲衛星電視 | 《走馬不看花》             |                                |       |
| 2014年        | 民視         | 《流行新勢力》第二季       | 謝忻                           |       |
| 2015年        | 中視         | 《夢想星巴士》             |                                |       |
| 2015年        | 民視         | 《我是省電俠》             |                                |       |
| 2016年        | 民視         | 《流行新勢力》第三季       | 白家綺                         |       |
| 2017年        | 東風衛視     | 《播客94狂》               | 恬                             |       |
| 2018年        | 華視         | 《綜藝菲常讚》             | 張菲，孫協志，王仁甫，洪都拉斯 |       |

頒獎典禮
| 年份   | 頻道       | 名稱         | 合作藝人               | 備註   |
| 2020年 | 三立都會台 | 第55屆金鐘獎 | 白家綺、曾莞婷、陳冠霖 | 第一段 |

## 廣告代言
| 年份   | 產品/項目                        | 備註  |
| 2003年 | Qma 手機                         |       |
| 2005年 | 中華電信 一按就通 代言人         |       |
| 2008年 | 蝦味先                           |       |
| 2016年 | 【桃園市．有好事】               | [ 3 ] |
| 2019年 | Isleaf男性私密處清潔代言人       |       |
| 2020年 | Isleaf男性私密處清潔代言人（續） |       |
| 2023年 | Isleaf男性髮品代言人             |       |

## 書籍作品
| 年份   | 名稱              | 備註 |
| 2005年 | K ONE的天堂與地獄 |      |

## 獎項紀錄
| 年份   | 屆次         | 作品         | 獎項       | 結果 |
| 2017年 | 第52屆金鐘獎 | 《舞力全開》 | 綜藝節目獎 | 獲獎 |

## 外部連結
- GINO Tsai的Facebook專頁
- GINO宇騰的新浪微博
- 蔡東威的Instagram帳戶